# Rothenbach (Kelberg)
Rothenbach ist ein Ortsteil der Ortsgemeinde Kelberg im Landkreis Vulkaneifel in Rheinland-Pfalz.

## Geographische Lage
Rothenbach liegt etwa vier Kilometer nordwestlich des Hauptortes am gleichnamigen Bach, einem linken Zufluss des Trierbachs.
Zum Ortsteil gehört der Weiler Meisenthal.

## Geschichte
Der Name Rothenbach leitet sich aus einer Mineralquelle im Ort ab, die sich durch das enthaltene Eisenoxid rot färbte.
Rothenbach wird erstmals im Jahr 1563 urkundlich erwähnt, der Weiler Meisenthal bereits früher im Jahr 1459. In Meisenthal ist noch eine Kapelle aus dem Jahr 1708 erhalten, die Kapelle in Rothenbach aus dem Jahr 1773 wurde im Jahr 1950 durch einen Neubau ersetzt.
Am 1. Januar 1970 wurde die bis dahin selbständige Ortsgemeinde Rothenbach, zusammen mit Meisenthal, in die Ortsgemeinde Kelberg eingemeindet.

## Politik
Rothenbach / Meisenthal ist einer von vier Ortsbezirken der Ortsgemeinde Kelberg. Die Grenzen des Bezirks entsprechen denen der Gemarkung. Auf die Bildung eines Ortsbeirats wurde laut Festlegung in der Hauptsatzung verzichtet. Der Ortsbezirk wird von einem Ortsvorsteher politisch vertreten.
Martin Mindermann wurde am 18. Juni 2019 Ortsvorsteher von Rothenbach. Bei der Direktwahl am 26. Mai 2019 war er mit einem Stimmenanteil von 66,67 % für fünf Jahre gewählt worden.
Mindermanns langjähriger Vorgänger als Ortsvorsteher war Peter Rieder.

## Kultur und Sehenswürdigkeiten
Siehe: Liste der Kulturdenkmäler in Kelberg
- Kirche Mariä Himmelfahrt
- Mineralquelle Rothenbach